# Bettendorf, Luxemburg
Bettendorf (franska) (luxemburgiska: Bettenduerf lyssna (fil), tyska: Bettendorf) är en ort i kantonen Diekirch i östra Luxemburg. Den är huvudort i kommunen med samma namn och ligger vid floden Sauer, cirka 30 kilometer norr om staden Luxemburg. Orten har 1 374 invånare (2022).